# Utah Starzz 1999
La stagione 1999 delle Utah Starzz fu la 3ª nella WNBA per la franchigia.
Le Utah Starzz arrivarono seste nella Western Conference con un record di 15-17, non qualificandosi per i play-off.

## Roster
| N° | Naz.                   | Ruolo | Sportivo                | Anno | Alt. | Peso |
| -- | ---------------------- | ----- | ----------------------- | ---- | ---- | ---- |
| 0  | Stati Uniti (bandiera) | A     | Olympia Scott           | 1976 | 188  | 79   |
| 3  | Stati Uniti (bandiera) | G     | Chantel Tremitiere      | 1969 | 168  | 64   |
| 4  | Stati Uniti (bandiera) | A     | Wendy Palmer            | 1974 | 188  | 75   |
| 5  | Stati Uniti (bandiera) | A     | Michelle Campbell       | 1974 | 201  | 79   |
| 7  | Croazia (bandiera)     | G     | Korie Hlede             | 1975 | 175  | 68   |
| 10 | Stati Uniti (bandiera) | G     | Tricia Bader            | 1973 | 163  | 57   |
| 12 | Polonia (bandiera)     | C     | Margo Dydek             | 1974 | 218  | 101  |
| 13 | Ungheria (bandiera)    | G     | Dalma Iványi            | 1976 | 178  | 61   |
| 14 | Stati Uniti (bandiera) | A     | Cindy Brown             | 1965 | 188  | 83   |
| 15 | Stati Uniti (bandiera) | A     | Adrienne Goodson        | 1966 | 183  | 74   |
| 23 | Stati Uniti (bandiera) | A     | LaTonya Johnson         | 1975 | 183  | 69   |
| 24 | Stati Uniti (bandiera) | C     | Natalie Williams        | 1970 | 188  | 91   |
| 27 | Polonia (bandiera)     | G     | Krystyna Szymańska-Lara | 1969 | 173  | 59   |
| 28 | Russia (bandiera)      | C     | Elena Baranova          | 1972 | 196  | 83   |
| 31 | Stati Uniti (bandiera) | G     | Debbie Black            | 1966 | 160  | 54   |

## Staff tecnico
- Allenatori: Frank Layden (2-2), Fred Williams (13-15)
- Vice-allenatori: Fred Williams (fino al 21 giugno), Richard Smith, Michael Layden, Candi Harvey